# Helena Vanišová
Helena Vanišová (* 27. října 1951, Vimperk) je česká výtvarná umělkyně. Její tvorba zahrnuje malbu, grafiku, ilustraci a plastiku.
Po absolutoriu na gymnáziu v Berouně studovala Filozofickou fakultu Univerzity Karlovy v Praze u profesorů Zdeňka Sýkory, Lea Vaniše, Ladislava Adamce a národního umělce Cyrila Boudy. Vycházela z díla El Greca, poté Josefa Čapka, dále tvoří samostatně od zátiší ke krajinomalbě, kde je řadu let patrný vliv Lea Vaniše staršího. Její celoživotní učitel a manžel, výtvarný umělec a pedagog Karlovy univerzity je zároveň otcem Lea Vaniše mladšího, rovněž výtvarného umělce a spisovatele, jehož raná tvorba kumuluje některé prvky rukopisu Vanišové.
Vanišová byla postupně členkou Českého fondu výtvarných umění, Svazu českých výtvarných umělců, Syndikátu výtvarných umělců a doposud Unie výtvarných umělců ČR. Podílela se na celonárodní výstavě Výtvarní umělci životu a míru spolu s Leem Vanišem starším, dále na výstavách Vyznání životu a míru, Salónu pražských výtvarných umělců a řadě jiných u nás i v zahraničních zemích (Tokio, USA, Francie, Moskva, Německo).
Řadu let spolupracovala s galerií Nokturno Praha, galerií Zlatá ulička Praha, galerií Domu bytové kultury Praha, galerií Letná Praha, U Hybernů apod. Získala tvůrčí stipendium, jehož výsledky vystavovala v pražském Lidovém domě a v Salonu užitého umění Praha. Poslední výstavy: Bienále drobné grafiky, aukce Praha, Vltavín aj.
Tvoří a žije převážně ve Vlachově Březí, kam z Prahy dojíždí.